# Bom Jesus (Paraíba)

Bom Jesus  este un oraș în Paraíba (PB), Brazilia.